# Campionato panellenico di pallacanestro 1949-1950
Il campionato panellenico 1949-1950 è stata la 12ª edizione del massimo campionato greco di pallacanestro maschile. La vittoria finale è stata ad appannaggio del Panathīnaïkos.

## Risultati

### Stagione regolare
|    | Squadra         | G | V | P | PF  | PS  | Pt. |
| -- | --------------- | - | - | - | --- | --- | --- |
| 1. | Panathīnaïkos   | 7 | 7 | 0 | 249 | 147 | 21  |
| 2. | Panellīnios     | 7 | 5 | 2 | 202 | 151 | 17  |
| 3. | Olympiakos      | 7 | 5 | 2 | 209 | 156 | 17  |
| 4. | Sporting Atene  | 7 | 4 | 3 | 189 | 172 | 15  |
| 5. | XAN Salonicco   | 7 | 4 | 3 | 210 | 160 | 15  |
| 6. | EA Patrasso     | 7 | 2 | 5 | 122 | 231 | 11  |
| 7. | Neochoríou Rodi | 7 | 1 | 6 | 133 | 222 | 8   |
| 8. | Tríton          | 7 | 0 | 7 | 73  | 148 | 3   |

| Campionato panellenico 1949-1950 |
| -------------------------------- |
| Panathīnaïkos 3º titolo          |

## Formazione vincitrice
| N° | Naz.              | Ruolo | Sportivo             |  | Alt. |  |
| -- | ----------------- | ----- | -------------------- |  | ---- |  |
|    | Grecia (bandiera) | C     | Faidōn Matthaiou     |  |      |  |
|    | Grecia (bandiera) |       | Giannīs Lamprou      |  |      |  |
|    | Grecia (bandiera) |       | Missas Pantazopoulos |  |      |  |
|    | Grecia (bandiera) |       | Stelios Arvanitīs    |  |      |  |
|    | Grecia (bandiera) |       | Nikos Mīlas          |  |      |  |
|    | Grecia (bandiera) |       | Petros Dimitropoulos |  |      |  |
|    | Grecia (bandiera) |       | Alekos Karalis       |  |      |  |
|    | Grecia (bandiera) |       | Panos Koukopoulos    |  |      |  |
|    | Grecia (bandiera) |       | Thanasis Koukopoulos |  |      |  |
|    | Grecia (bandiera) |       | Fanis Theofanis      |  |      |  |
|    | Grecia (bandiera) |       | Kaligeris            |  |      |  |
|    | Grecia (bandiera) |       | Vithipoulias         |  |      |  |
|    | Grecia (bandiera) |       | Papatheoharis        |  |      |  |
|    | Grecia (bandiera) |       | Giazimis             |  |      |  |
|    | Grecia (bandiera) |       | Genimatas            |  |      |  |
|    | Grecia (bandiera) | All.  | Missas Pantazopoulos |  |      |  |